# Taraba

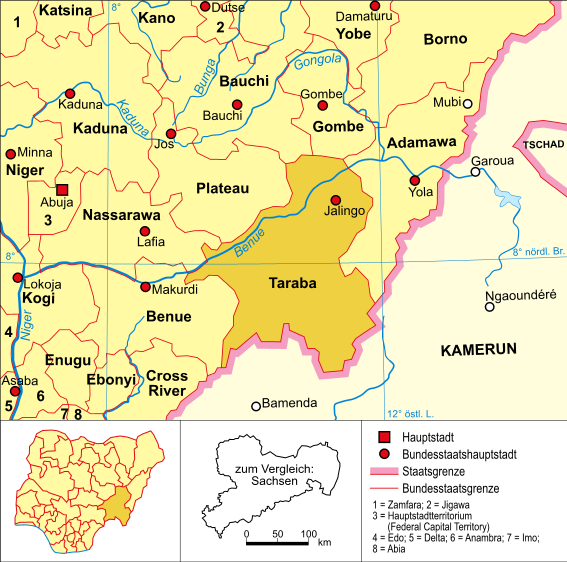
Lage von Taraba in Nigeria

Taraba ist ein Bundesstaat des westafrikanischen Landes Nigeria mit der Hauptstadt Jalingo, die mit 117.766 Einwohnern (2005) auch die größte Stadt des Bundesstaates ist. Taraba ist der am dünnsten besiedelte Bundesstaat Nigerias.

## Geografie
Der Bundesstaat liegt im Osten des Landes und grenzt im Norden an die Bundesstaaten Bauchi und Gombe, im Nordwesten an den Bundesstaat Plateau, im Süden an Kamerun, im Westen an den Bundesstaat Nassarawa, im Südwesten an den Bundesstaat Benue und im Osten an den Bundesstaat Adamawa.  Der Ankwe bildet im Unterlauf die Grenze zwischen Nassarawa und Taraba.

## Geschichte
Taraba wurde am 27. August 1991 aus einem Teil des Bundesstaates Gongola, heute Adamawa gebildet. Erster Administrator war zwischen 28. August 1991 und Januar 1992 Adeyemi Afolahan. Gouverneur seit dem 29. Mai 1999 war Jolly Nyame. Gegenwärtig seit dem 29. Mai 2007 hat Danbaba Suntai das Amt inne.

### Liste der Gouverneure und Administratoren
- Adeyemi Afolahan (Administrator 1991–1992)
- Jolly Nyame (Gouverneur 1992–1993)
- Yohanna Dickson (Administrator 1993–1996)
- Amen Oyakhire (Administrator 1996–1998)
- Aina Owoniyi (Administrator 1998–1999)

## Verwaltung
Der Staat gliedert sich in 16 Local Government Areas. Diese sind: Ardo-Kola, Bali, Donga, Gashaka, Gassol, Ibi, Jalingo, Karim-Lamido, Kumi, Lau, Sardauna, Takum, Ussa, Wukari, Yorro und Zing.

## Wirtschaft
Die Landwirtschaft ist der Hauptwirtschaftszweig in Taraba. Die klimatischen und ökologischen Verhältnisse erlauben den Anbau von Getreide, Kaffee, Tee, Erdnüssen, Baumwolle, Mais, Reis, Sorghum, Hirse, Maniok und Yams. 
Es werden Schafe, Ziegen, Geflügel, Kaninchen und Schweine gehalten. Bedeutend ist auch die Fischereiwirtschaft.
Koordinaten: 8° 30′ N, 11° 0′ O